# Grand Prix automobile de Grande-Bretagne 2013
GP précédent GP suivant
Le Grand Prix automobile de Grande-Bretagne 2013 (2013 Formula 1 Santander British Grand Prix), disputé le 30 juin 2013 sur le circuit de Silverstone, est la 886e épreuve du championnat du monde de Formule 1 courue depuis 1950, à l'endroit où se disputa aussi la première d'entre elles. Il s'agit de la soixante-quatrième édition du Grand Prix de Grande-Bretagne comptant pour le championnat du monde de Formule 1, la quarante-septième disputée sur le circuit de Silverstone, et de la huitième manche du championnat 2013.
Les qualifications se résument à un duel entre les deux pilotes Mercedes Grand Prix pour la pole position. Lewis Hamilton obtient in extremis la vingt-huitième pole position de sa carrière en battant son coéquipier Nico Rosberg sous le drapeau à damier. Les deux pilotes Red Bull Racing, Sebastian Vettel devant Mark Webber, s'élancent de la deuxième ligne, alors que Paul di Resta sur Force India, cinquième temps, est disqualifié pour poids non conforme et relégué en fond de grille. Daniel Ricciardo et Adrian Sutil occupent donc la troisième ligne tandis que les Ferrari sont en difficulté : Felipe Massa part onzième et Fernando Alonso neuvième.
Au terme d'un Grand Prix à rebondissements, Nico Rosberg remporte sa deuxième victoire de la saison, la troisième de sa carrière. La course est marquée par de nombreux soucis liés à la résistance des pneumatiques Pirelli, quatre pilotes ayant été victimes de déchapage, et plusieurs autres de crevaisons lentes. Lewis Hamilton, alors qu'il est en tête de l'épreuve, doit regagner son stand sur trois roues dès le neuvième tour, victime de l'explosion de son pneu arrière gauche. Les débris de gommes et de carbone déposés le long du circuit provoquent une première intervention de la voiture de sécurité au seizième tour. Sebastian Vettel, qui s'est porté en tête au dixième tour, subit une casse de boîte de vitesses et doit laisser sa monoplace sur le bord de la piste : son premier abandon de la saison entraîne la seconde sortie de la voiture de sécurité au quarante-deuxième tour. Nico Rosberg récupère la première place et la conserve jusqu'à l'arrivée, talonné par Mark Webber, deuxième à moins d'une seconde. Au gré des évènements de course et de plusieurs dépassements, Fernando Alonso se classe troisième et réduit son écart sur Vettel au classement du championnat du monde à 21 points. Il précède Lewis Hamilton, Kimi Räikkönen et Felipe Massa, tous deux remontés du fond du classement, Adrian Sutil, Daniel Ricciardo, Paul di Resta et Nico Hülkenberg.
Malgré son abandon, Vettel conserve la tête du championnat du monde avec 132 points et devance Alonso (111 points) et Räikkönen (98 points) ; suivent Hamilton (89 points), Webber (87 points) et Rosberg (82 points).
Au classement des constructeurs, Red Bull Racing reste en tête avec 219 points, désormais devant Mercedes (171 points) qui a ravi la deuxième place à Ferrari (168 points) ; suivent Lotus (124 points), Force India (59 points), McLaren (37 points), Toro Rosso (24 points) et Sauber (6 points). Huit des onze écuries engagées au championnat ont marqué des points, Caterham, Marussia et Williams n'en ayant pas encore inscrit.

## Essais libres

### Première séance, le vendredi de 10 h à 11 h 30
| Pos. | Pilote            | Voiture            | Chrono         | Écart     |
| ---- | ----------------- | ------------------ | -------------- | --------- |
| 1    | Daniel Ricciardo  | Toro Rosso-Ferrari | 1 min 54 s 249 |           |
| 2    | Nico Hülkenberg   | Sauber-Ferrari     | 1 min 55 s 033 | + 0 s 784 |
| 3    | Pastor Maldonado  | Williams-Renault   | 1 min 55 s 354 | + 1 s 105 |
| 4    | Lewis Hamilton    | Mercedes           | 1 min 55 s 458 | + 1 s 209 |
| 5    | Esteban Gutiérrez | Sauber-Ferrari     | 1 min 55 s 825 | + 1 s 576 |
| 6    | Valtteri Bottas   | Williams-Renault   | 1 min 56 s 361 | + 2 s 112 |

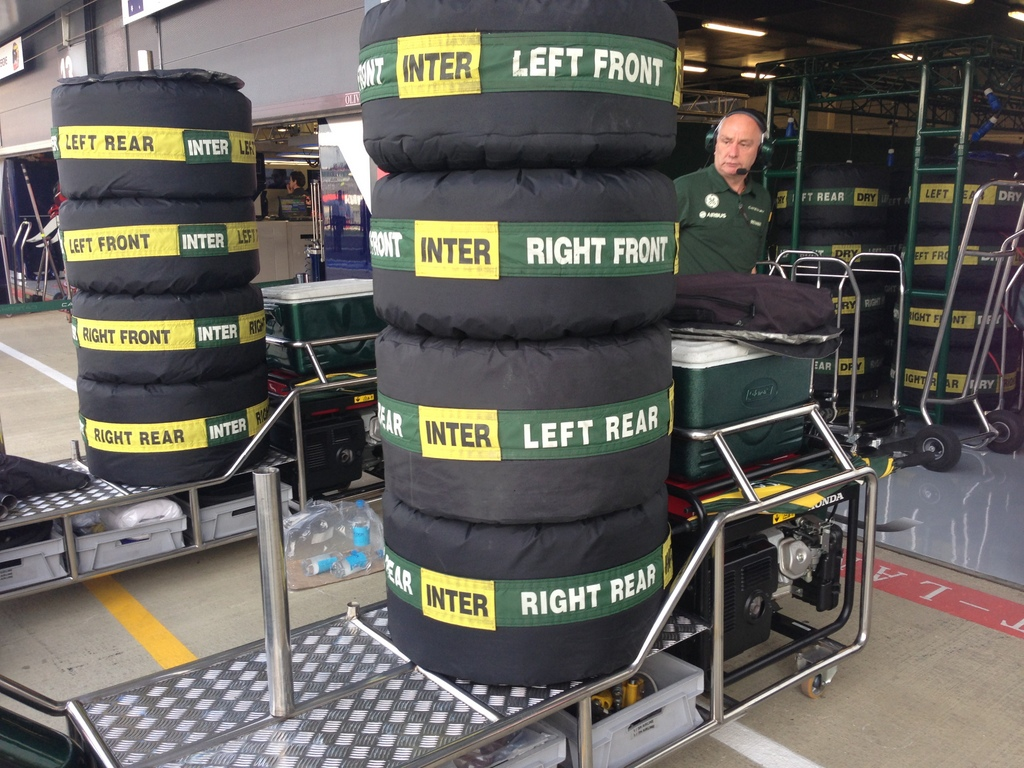
Pneumatiques Pirelli sous couvertures chauffantes dans le stand Caterham.

La première séance d'essais libres du Grand Prix de Grande-Bretagne débute sous une pluie légère et sur une piste détrempée avec 17 °C dans l'air comme sur l'asphalte. Pour la troisième fois de la saison (après les Grands Prix d'Espagne et du Canada), Pirelli propose, pour les essais libres seulement, des pneumatiques prototypes slicks à la composition plus dure mais, en raison des conditions de piste très humides, ceux-ci ne peuvent être testés,,.
Si certains pilotes s'élancent dès l'ouverture de la piste pour effectuer un tour d'installation, d'autres retardent leur entrée au maximum et Daniel Ricciardo, en pneus pluie, fixe le temps de référence en 2 min 00 s 029 alors qu'il ne reste qu'un quart d'heure dans la session,,.
Ricciardo améliore sa performance dans la foulée en 1 min 57 s 992 alors que de nombreux pilotes ne sont toujours pas montés en piste : seuls onze pilotes réalisent un temps chronométré dans cette séance. Lewis Hamilton prend ensuite le commandement en 1 min 55 s 458 puis Nico Hülkenberg tourne en 1 min 55 s 033 mais Ricciardo reprend la main avec un tour bouclé en 1 min 54 s 249,,.
Dans les dernières minutes, Charles Pic sort de la piste et arrache son aileron avant contre un mur de pneus. James Rossiter, pilote d'essais Force India, devait initialement prendre la piste au volant de la monoplace d'Adrian Sutil mais son roulage a été annulé à cause des conditions météorologiques,,.
Lotus F1 Team a procédé, sur la monoplace de Kimi Räikkönen, à un nouveau test de son système passif de double DRS (qui n'a jamais encore été introduit en course) qui déleste l'aileron arrière afin de gagner en vitesse de pointe mais le pilote finlandais n'a pas bouclé le moindre tour chronométré,,.

### Deuxième séance, le vendredi de 14 h à 15 h 30
| Pos. | Pilote           | Voiture              | Chrono         | Écart     |
| ---- | ---------------- | -------------------- | -------------- | --------- |
| 1    | Nico Rosberg     | Mercedes             | 1 min 32 s 248 |           |
| 2    | Mark Webber      | Red Bull-Renault     | 1 min 32 s 547 | + 0 s 299 |
| 3    | Sebastian Vettel | Red Bull-Renault     | 1 min 32 s 680 | + 0 s 432 |
| 4    | Paul di Resta    | Force India-Mercedes | 1 min 32 s 832 | + 0 s 584 |
| 5    | Lewis Hamilton   | Mercedes             | 1 min 32 s 911 | + 0 s 663 |
| 6    | Daniel Ricciardo | Toro Rosso-Ferrari   | 1 min 33 s 171 | + 0 s 923 |

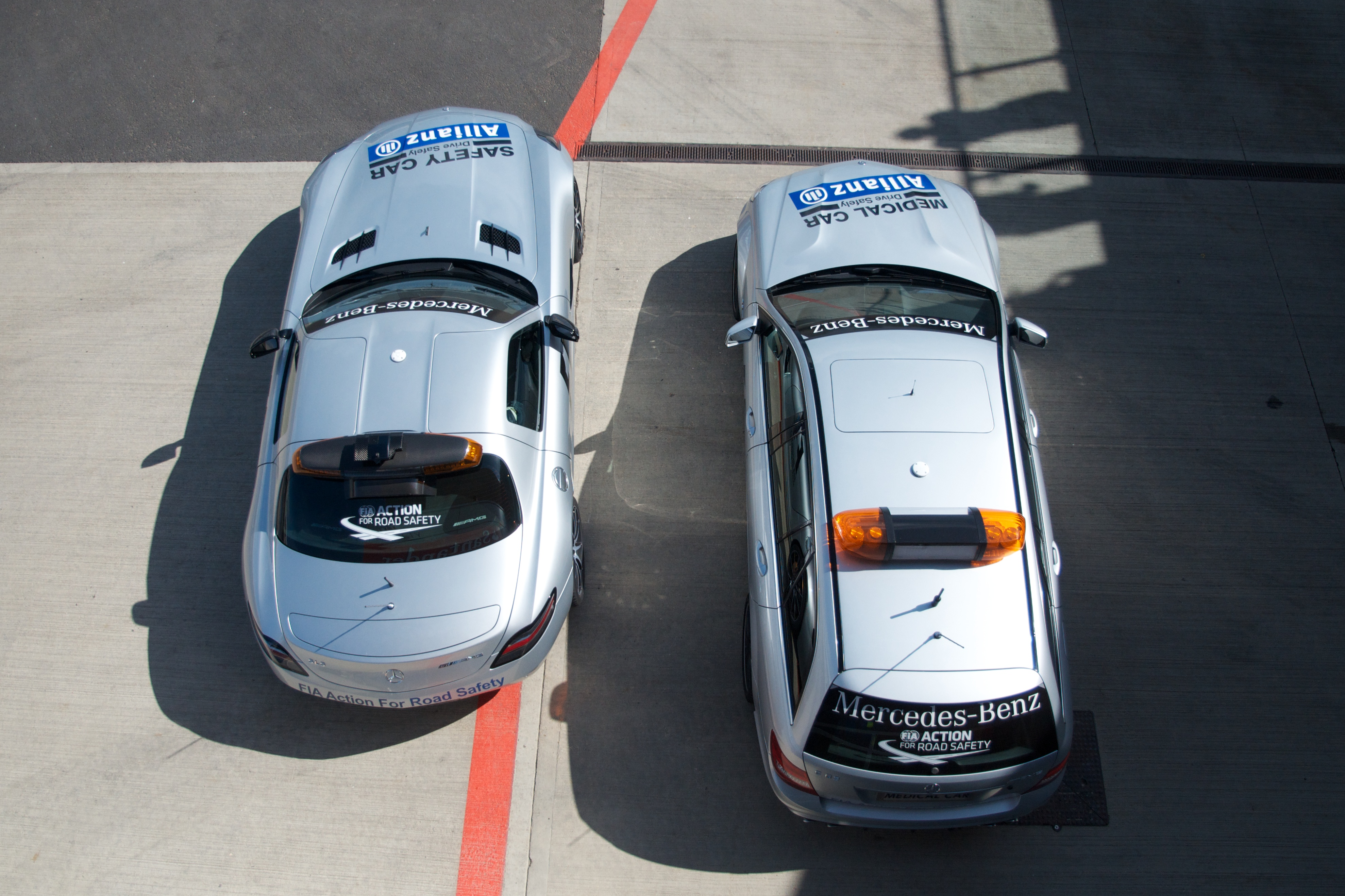
La voiture de sécurité et le véhicule médical au Grand Prix de Grande-Bretagne 2013.

S'il ne pleut plus et que la deuxième séance d'essais libres du Grand Prix commence sur une piste quasiment sèche, les pilotes s'élancent néanmoins chaussés de pneus intermédiaires car quelques taches d’humidité subsistent. Sebastian Vettel fixe le premier temps de référence en 1 min 44 s 038 mais son temps est immédiatement amélioré par Valtteri Bottas (1 min 43 s 929), Nico Hülkenberg (1 min 43 s 811) et Paul di Resta (1 min 43 s 207),,.
Jean-Éric Vergne chausse les pneus pour le sec et se lance dans une série de tours qui lui permet de prendre le commandement et d'améliorer sa performance à plusieurs reprises (1 min 41 s 868, 1 min 38 s 901, 1 min 37 s 102 et 1 min 36 s 879). Les autres pilotes chaussent à leur tour les pneumatiques adéquats et Daniel Ricciardo passe en tête en 1 min 36 s 502,,.
La lutte fait alors rage entre divers pilotes pour le gain de la position de tête : Adrian Sutil améliore en 1 min 36 s 028, di Resta tourne en 1 min 35 s 822, Sutil reprend la main (1 min 35 s 677) mais s'incline face à Mark Webber (1 min 34 s 648) ; Nico Rosberg améliore ensuite en deux temps (1 min 34 s 327 puis 1 min 33 s 585),,.
Ricciardo, après avoir utilisé les pneus expérimentaux de Pirelli lors des premiers tours (comme son coéquipier Vergne) chausse les pneus durs : l'Australien s'empare ainsi de la première place en 1 min 33 s 550 mais Sutil repasse en tête en 1 min 33 s 374. Vettel, améliore ensuite par deux fois (1 min 33 s 068 puis 1 min 32 s 680). Finalement, alors qu'il reste encore presque quarante minutes dans la session, Rosberg réalise le meilleur temps en 1 min 32 s 248, temps qui ne sera pas battu, la plupart des écuries choisissant de réaliser des relais longs avec beaucoup d'essence,,.
Durant cette session, Felipe Massa a perdu le contrôle de l'arrière de sa monoplace et a tapé, avec l'avant, le mur de pneus de l'entrée des stands,,.

### Troisième séance, le samedi de 10 h à 11 h
| Pos. | Pilote           | Voiture            | Chrono         | Écart     |
| ---- | ---------------- | ------------------ | -------------- | --------- |
| 1    | Nico Rosberg     | Mercedes           | 1 min 31 s 487 |           |
| 2    | Lewis Hamilton   | Mercedes           | 1 min 31 s 633 | + 0 s 146 |
| 3    | Sebastian Vettel | Red Bull-Renault   | 1 min 32 s 037 | + 0 s 550 |
| 4    | Mark Webber      | Red Bull-Renault   | 1 min 32 s 078 | + 0 s 591 |
| 5    | Romain Grosjean  | Lotus-Renault      | 1 min 32 s 391 | + 0 s 904 |
| 6    | Daniel Ricciardo | Toro Rosso-Ferrari | 1 min 32 s 440 | + 0 s 953 |

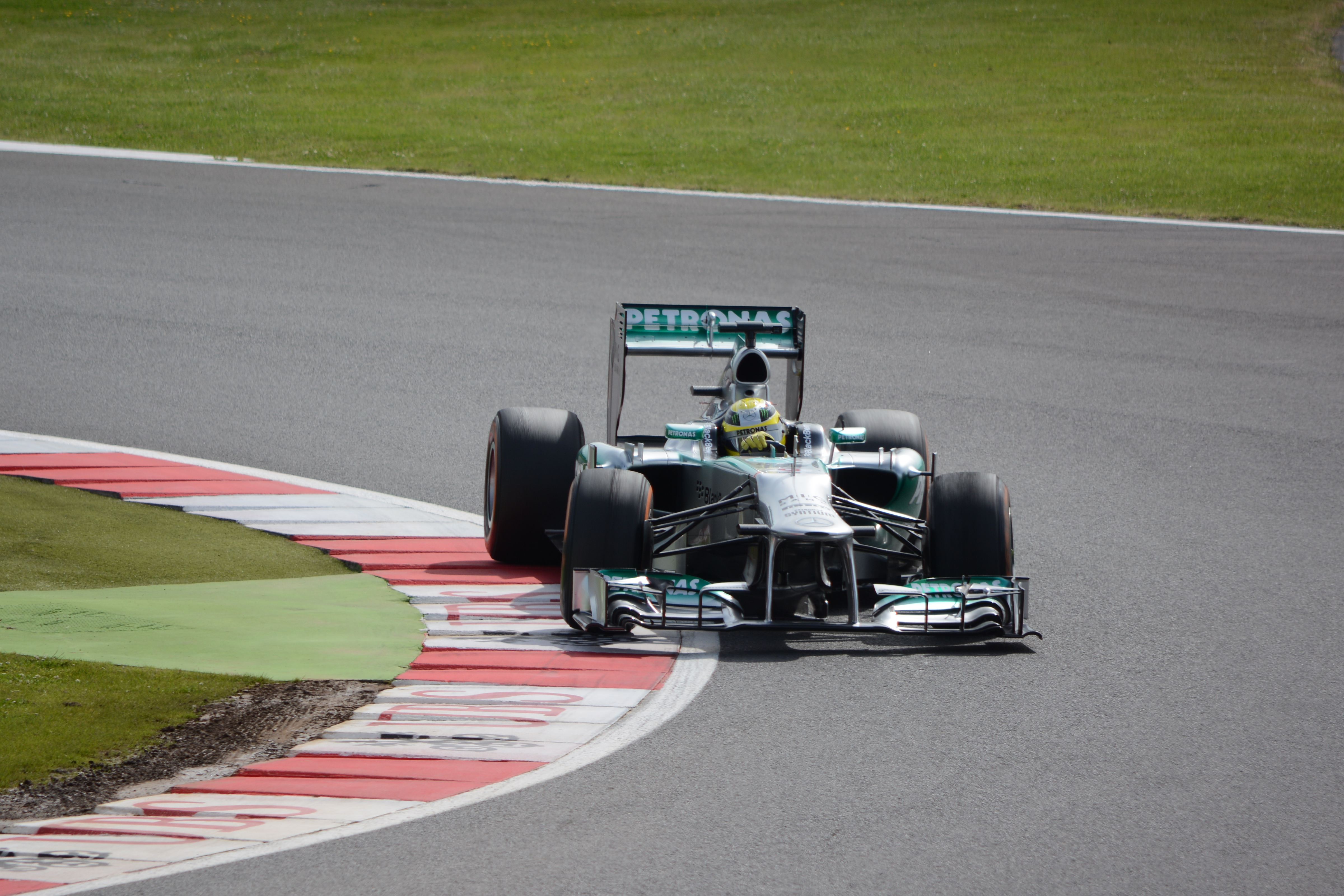
Nico Rosberg lors de la troisième séance d'essais libres.

La dernière séance d'essais libres du Grand Prix se déroule sur une piste sèche et les pilotes, qui n'ont pas beaucoup tourné la veille, s'élancent immédiatement en piste dès son ouverture en pneus durs. Kimi Räikkönen établit le temps de référence en 1 min 34 s 367 et l'améliore sur sa lancée en 1 min 34 s 184,,.
Sergio Pérez passe en tête grâce à deux tours en 1 min 34 s 154 puis 1 min 33 s 607 mais s'incline face à Valtteri Bottas (1 min 33 s 603). Peu après, Pérez explose son pneu arrière gauche : s'il réussit à rejoindre son stand sur trois roues, il sème de nombreux débris de carbone, notamment à Copse, ce qui nécessite une interruption de séance sur drapeau rouge pour procéder au nettoyage de la piste,,.
Après une interruption de quelques minutes, Mark Webber s'installe immédiatement en tête en 1 min 32 s 560 puis améliore en 1 min 32 s 369. Lewis Hamilton prend le commandement en 1 min 32 s 317 puis 1 min 32 s 140 ; Webber réplique en 1 min 32 s 078 et Hamilton en 1 min 31 s 750,,.
Alors qu'il ne reste plus que dix minutes, Nico Rosberg remonte en piste avec le mélange le plus tendre proposé par Pirelli et réalise la meilleure performance de la séance en 1 min 31 s 487, devançant son coéquipier Lewis Hamilton et les deux Red Bull Racing de Sebastian Vettel et Mark Webber. À quelques minutes du drapeau à damier, Sergio Pérez (qui est resté plus d'une demi-heure au stand, son fond plat ayant été endommagé à la suite de la délamination de son pneu), sort de la piste à Chapel mais parvient à rejoindre son stand sans dégât,,.

## Séance de qualifications

### Résultats des qualifications

#### Session Q1
La séance qualificative du Grand Prix de Grande-Bretagne commence sur une piste sèche, la température ambiante est de 18 °C et l'asphalte est à 32 °C ; les pilotes s'élancent immédiatement, Nico Hülkenberg fixant le temps de référence en 1 min 35 s 806,,.
Esteban Gutiérrez améliore en 1 min 33 s 697 puis cède le commandement à Romain Grosjean (1 min 32 s 586, 1 min 32 s 401 puis 1 min 31 s 964). Nico Rosberg tourne ensuite en 1 min 31 s 355 mais s'incline face à son coéquipier Lewis Hamilton (1 min 30 s 995), meilleur temps de la session. Les deux Mercedes utilisent toutefois les pneus tendres, au contraire de tous leurs rivaux,,.
Fernando Alonso n'a utilisé qu'un seul train de pneus durs et échappe de peu à l’élimination. Les six pilotes éliminés sont Giedo van der Garde et son coéquipier Charles Pic, Jules Bianchi et son coéquipier Max Chilton, Valtteri Bottas et Gutiérrez,,.

#### Session Q2
Mark Webber s'installe immédiatement en tête en 1 min 31 s 341, toujours chaussé en pneus durs, comme lors de la première phase des qualifications. Nico Rosberg, chaussé en pneus tendres (comme lors de la phase précédente) améliore en 1 min 31 s 028 puis l'ensemble des pilotes regagne les stands,,.
Tous les pilotes choisissent de se relancer en pneus tendres et Sebastian Vettel, à trois minutes du terme, prend la première place en 1 min 30 s 990, temps qui ne sera pas battu,,.
Les six pilotes éliminés sont Nico Hülkenberg, Pastor Maldonado, Sergio Pérez et son coéquipier Jenson Button, Jean-Éric Vergne et Felipe Massa,,.

#### Session Q3
Tous les pilotes se relancent en pneus tendres dès l'ouverture de la piste, sauf Fernando Alonso, en pneus durs et Kimi Räikkönen reste dans son stand. Lewis Hamilton prend la tête en 1 min 30 s 096 et devance, à l'issue de leur première tentative, Nico Rosberg, Mark Webber, Sebastian Vettel, Romain Grosjean, Alonso et Daniel Ricciardo,,.
Alors qu'il reste moins de trois minutes dans cette qualification, tous les pilotes prennent la piste, Paul di Resta, Räikkönen et Adrian Sutil pour tenter un unique tour lancé. Si les quatre premiers améliorent tous leur performance, Hamilton, en 1 min 29 s 607, réalise la vingt-huitième pole position de sa carrière. Rosberg, deuxième, permet à Mercedes de monopoliser la première ligne au départ de la course, devant les Red Bull de Webber et Vettel,,.

### Grille de départ
| Pos.                                                                                      | Pilote              | Écurie               | Qualifications 1 | Qualifications 2 | Qualifications 3 |
| ----------------------------------------------------------------------------------------- | ------------------- | -------------------- | ---------------- | ---------------- | ---------------- |
| 1                                                                                         | Lewis Hamilton      | Mercedes             | 1 min 30 s 995   | 1 min 31 s 224   | 1 min 29 s 607   |
| 2                                                                                         | Nico Rosberg        | Mercedes             | 1 min 31 s 355   | 1 min 31 s 028   | 1 min 30 s 059   |
| 3                                                                                         | Sebastian Vettel    | Red Bull-Renault     | 1 min 31 s 559   | 1 min 30 s 990   | 1 min 30 s 211   |
| 4                                                                                         | Mark Webber         | Red Bull-Renault     | 1 min 31 s 605   | 1 min 31 s 002   | 1 min 30 s 220   |
| 5                                                                                         | Paul di Resta       | Force India-Mercedes | 1 min 32 s 062   | 1 min 31 s 291   | 1 min 30 s 736   |
| 6                                                                                         | Daniel Ricciardo    | Toro Rosso-Ferrari   | 1 min 32 s 097   | 1 min 31 s 182   | 1 min 30 s 757   |
| 7                                                                                         | Adrian Sutil        | Force India-Mercedes | 1 min 32 s 002   | 1 min 31 s 097   | 1 min 30 s 908   |
| 8                                                                                         | Romain Grosjean     | Lotus-Renault        | 1 min 31 s 466   | 1 min 31 s 530   | 1 min 30 s 955   |
| 9                                                                                         | Kimi Räikkönen      | Lotus-Renault        | 1 min 31 s 400   | 1 min 31 s 592   | 1 min 30 s 962   |
| 10                                                                                        | Fernando Alonso     | Ferrari              | 1 min 32 s 266   | 1 min 31 s 387   | 1 min 30 s 979   |
| 11                                                                                        | Jenson Button       | McLaren-Mercedes     | 1 min 31 s 679   | 1 min 31 s 649   |                  |
| 12                                                                                        | Felipe Massa        | Ferrari              | 1 min 32 s 241   | 1 min 31 s 779   |                  |
| 13                                                                                        | Jean-Éric Vergne    | Toro Rosso-Ferrari   | 1 min 32 s 105   | 1 min 31 s 785   |                  |
| 14                                                                                        | Sergio Pérez        | McLaren-Mercedes     | 1 min 31 s 953   | 1 min 32 s 082   |                  |
| 15                                                                                        | Nico Hülkenberg     | Sauber-Ferrari       | 1 min 32 s 168   | 1 min 32 s 211   |                  |
| 16                                                                                        | Pastor Maldonado    | Williams-Renault     | 1 min 32 s 512   | 1 min 32 s 359   |                  |
| 17                                                                                        | Valtteri Bottas     | Williams-Renault     | 1 min 32 s 664   |                  |                  |
| 18                                                                                        | Esteban Gutiérrez   | Sauber-Ferrari       | 1 min 32 s 666   |                  |                  |
| 19                                                                                        | Charles Pic         | Caterham-Renault     | 1 min 33 s 866   |                  |                  |
| 20                                                                                        | Jules Bianchi       | Marussia-Cosworth    | 1 min 34 s 108   |                  |                  |
| 21                                                                                        | Giedo van der Garde | Caterham-Renault     | 1 min 35 s 481   |                  |                  |
| 22                                                                                        | Max Chilton         | Marussia-Cosworth    | 1 min 35 s 858   |                  |                  |
| Temps minimal à réaliser pour la qualification : 1 min 37 s 364 (107 % de 1 min 30 s 995) |                     |                      |                  |                  |                  |

- Giedo van der Garde, vingt-et-unième temps des qualifications, est pénalisé de cinq places sur la grille pour avoir accroché Nico Hülkenberg au Grand Prix du Canada. À la suite de l'exclusion de Paul di Resta, il conserve sa place d'avant-dernier sur la grille de départ[21],[22]. Toutefois, un changement de boîte de vitesses lui vaut une nouvelle pénalisation de cinq places : il s'élance donc vingt-deuxième et dernier sur la grille de départ.
- Paul di Resta est exclu des qualifications car sa monoplace, sans son pilote et vidée de son essence, pesait 2 kg de moins que le poids minimal règlementaire. Une seconde pesée de confirmation après un nouvel étalonnage des instruments de mesure indique que la monoplace pèse 1,5 kg de moins que la norme[23]. Conformément aux règlements technique et sportif de la FIA, di Resta est exclu des qualifications et s'élancera depuis la dernière place de la grille de départ. Les dirigeants de Force India précisent toutefois que ce n'est pas la masse de la monoplace qui est à incriminer mais la masse corporelle de son pilote qui a fortement varié depuis le début de saison où sont prises les mesures de masse de référence. À la suite de la seconde pénalisation de Van der Garde, il s'élance depuis la vingt-et-unième place[24],[25],[26].

## Course

### Déroulement de l'épreuve

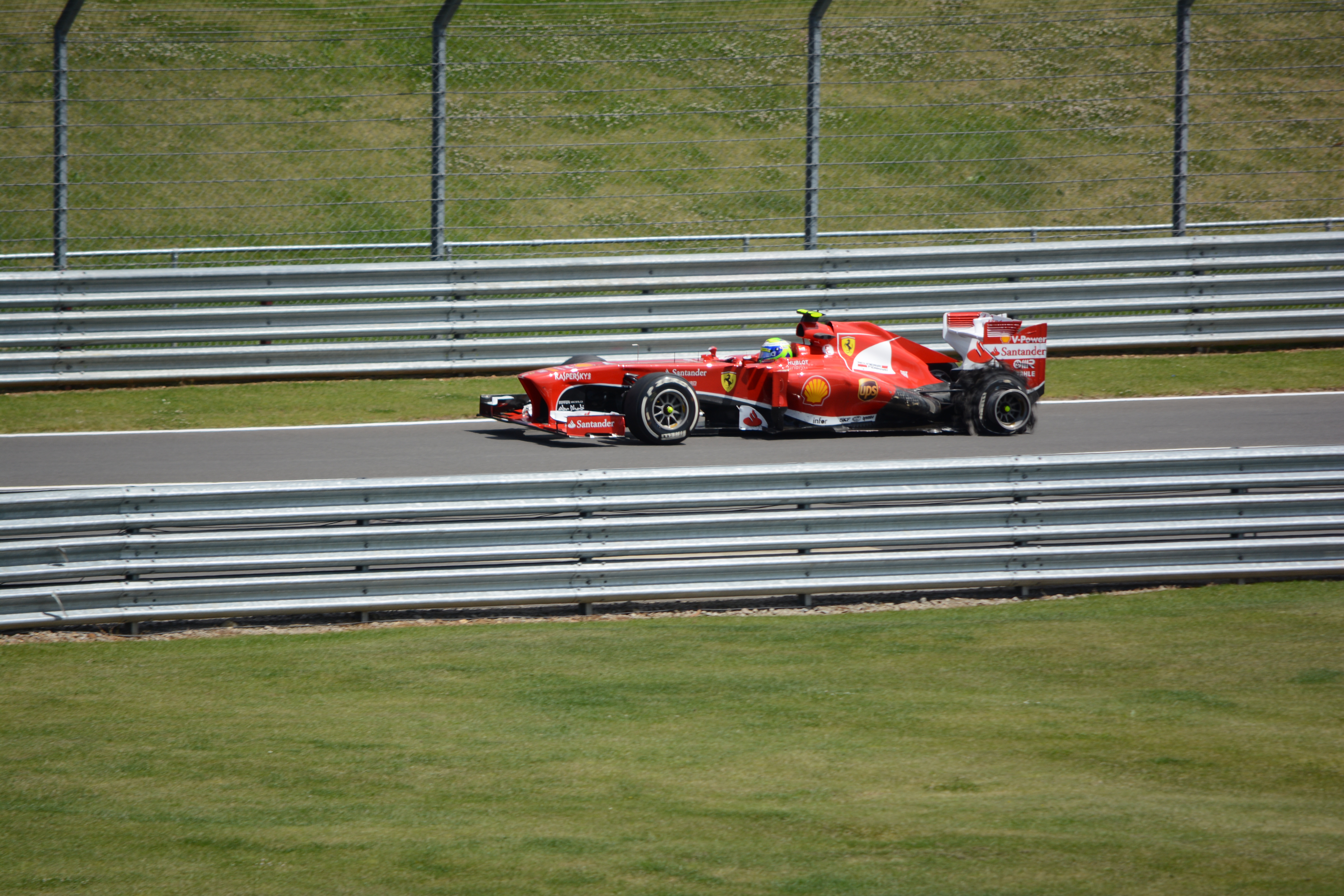
Felipe Massa au Grand Prix de Grande-Bretagne 2013.

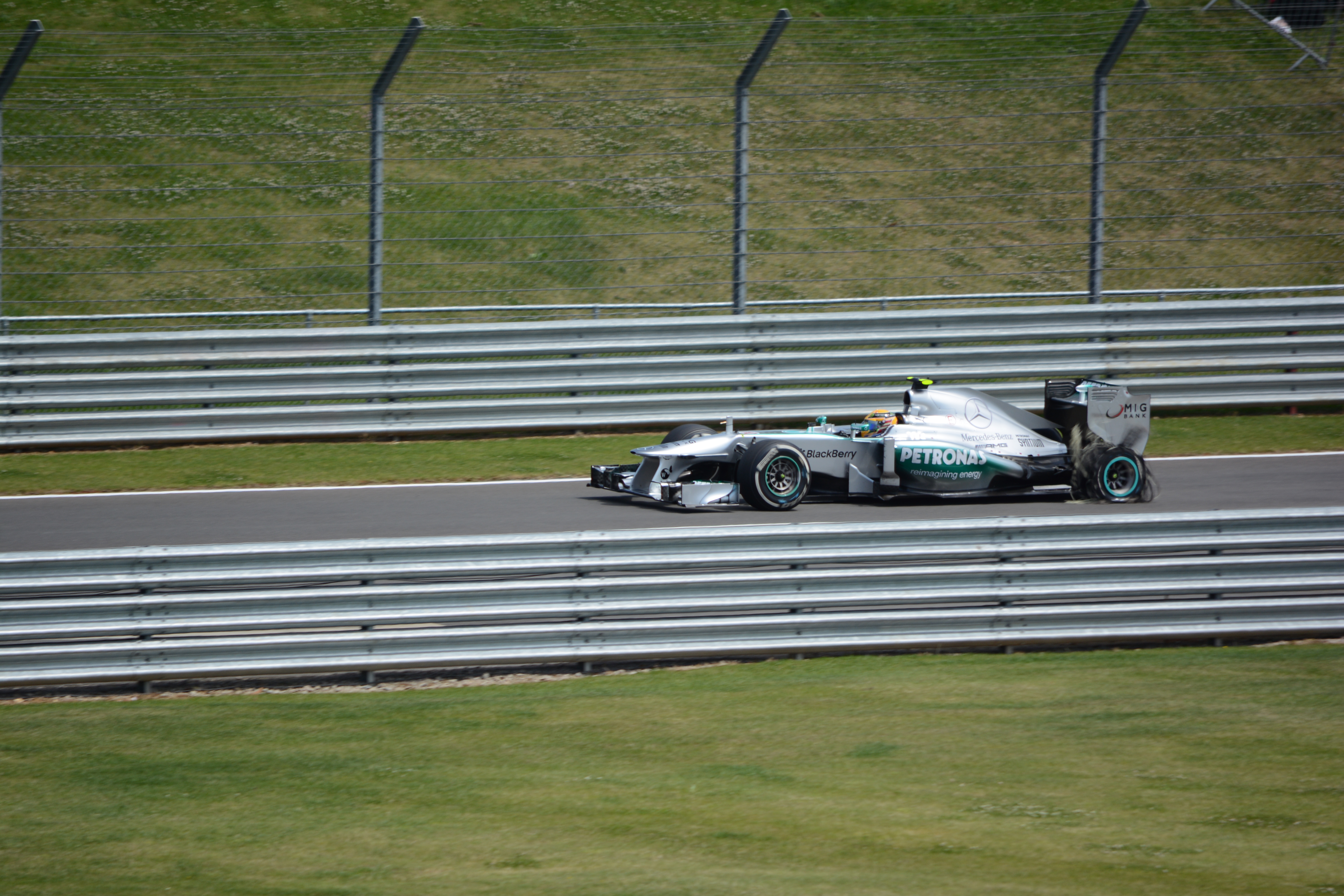
Lewis Hamilton au Grand Prix de Grande-Bretagne 2013.

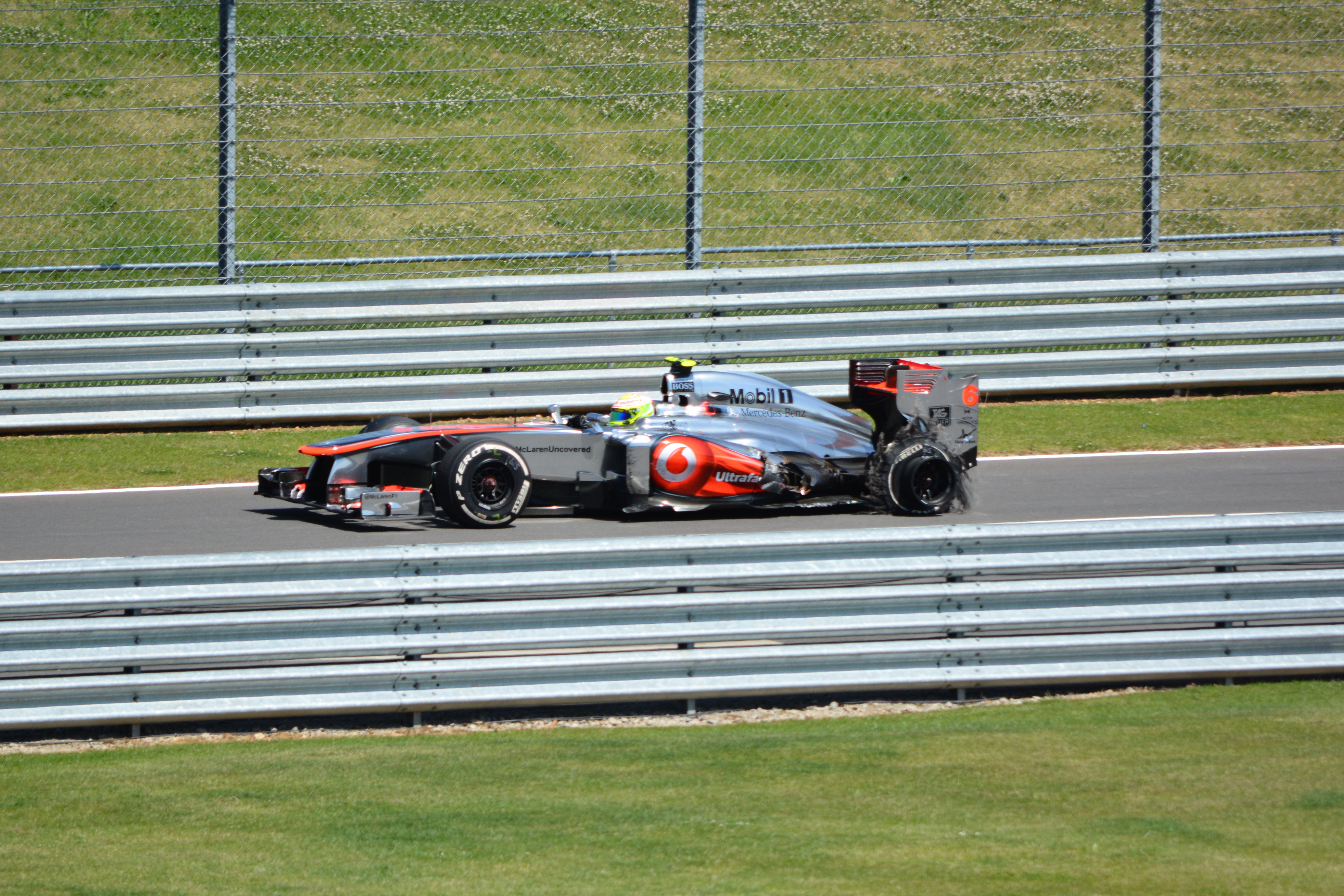
Sergio Pérez, victime d'un éclatement de pneumatique.

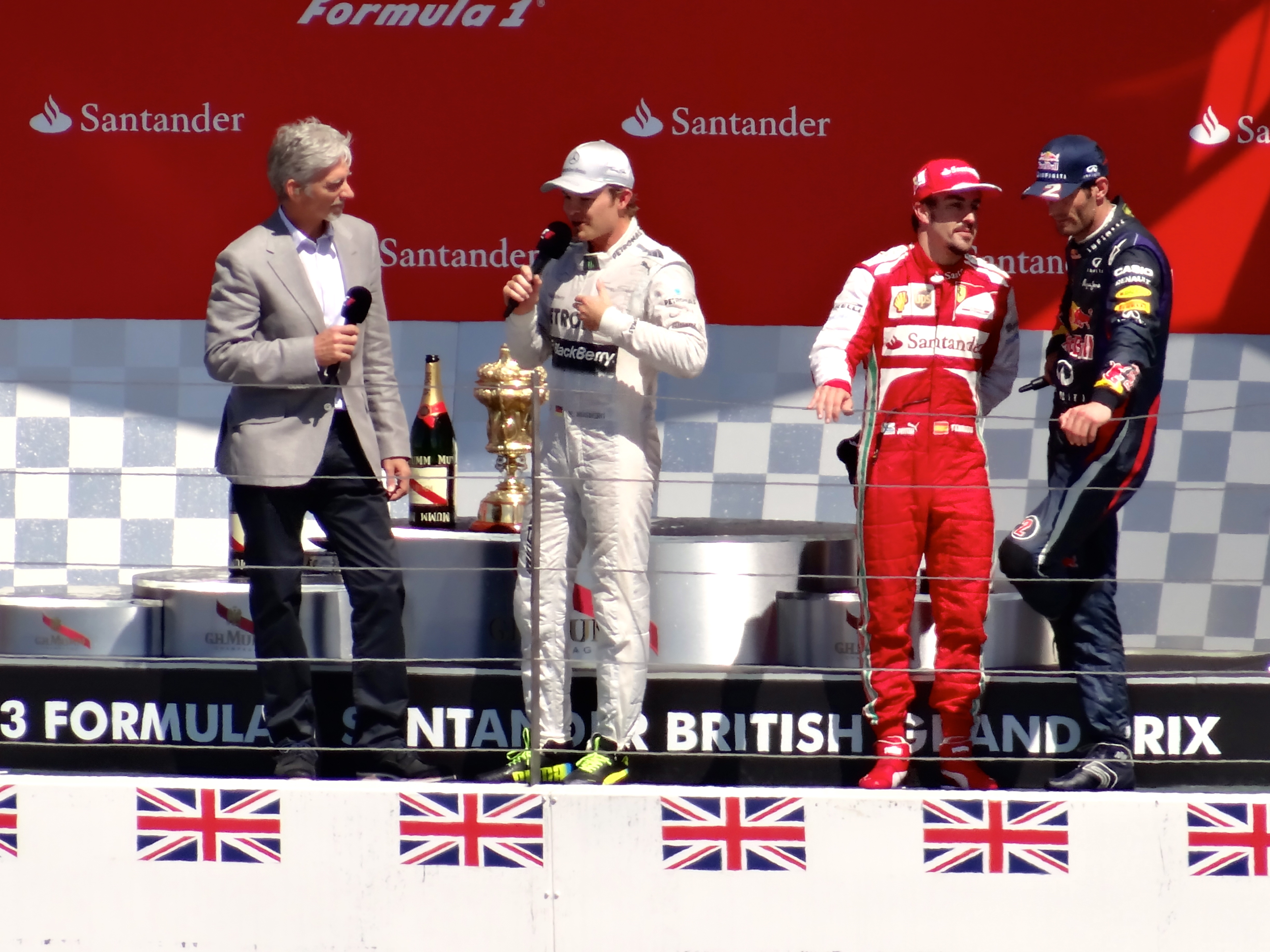
Damon Hill interviewe Nico Rosberg sur le podium.

Le ciel est bleu et la piste sèche au départ du Grand Prix où les Mercedes occupent la première ligne et les Red Bull Racing la seconde. À l'extinction des feux, Lewis Hamilton, en pole position, conserve la tête tandis que son coéquipier Nico Rosberg est dépassé par Sebastian Vettel. Mark Webber rate son envol et perd une dizaine de places après un léger contact avec Romain Grosjean, tassé contre l'Australien. Felipe Massa, au contraire, réussit son départ et gagne six places. Au premier passage sur la ligne de chronométrage, Hamilton devance Vettel, Rosberg, Adrian Sutil, Massa, Kimi Räikkönen, Daniel Ricciardo, Grosjean, Fernando Alonso, Jenson Button, Sergio Pérez et Nico Hülkenberg,,.
En tête, Hamilton creuse peu à peu l'écart sur ses poursuivants ; au cinquième passage, il compte 2 secondes d'avance sur Vettel, 3 s sur Rosberg, 6 s sur Sutil, 7 s sur Massa, 8 s sur Räikkönen, 9 s sur Alonso, 10 s sur Grosjean et 13 s sur Pérez. Toutefois, dans le huitième tour, Hamilton crève à l'arrière gauche. Rapidement son pneumatique se délamine et le Britannique rejoint son stand sur trois roues. Il reprend la piste en vingt-et-unième place. Grosjean et Paul di Resta rentrent alors changer leurs pneus au tour suivant alors que Felipe Massa est victime lui aussi d'une crevaison à l'arrière gauche qui l'envoie hors-piste en tête-à-queue, au même endroit qu'Hamilton. Le Brésilien parvient toutefois à regagner son stand à vitesse réduite et à reprendre la course après réparations,,.
Alonso, Webber, Esteban Gutiérrez et Giedo van der Garde rentrent changer leurs pneus au dixième tour, Räikkönen, Ricciardo, Button et Jules Bianchi au suivant, Rosberg, Sutil, Hülkenberg et Max Chilton au douzième, Vettel et Pérez, au treizième lorsque, quelques instants plus tard, Jean-Éric Vergne est à son tour victime d'une crevaison avec déchapage instantané de son pneu arrière gauche. La voiture de sécurité entre en action dans le seizième tour pour permettre aux commissaires de piste de nettoyer le circuit parsemé de morceaux de gomme et de débris de fibre de carbone. Face à l'ampleur de la tache, les camions balayeurs sont aussi de la partie. Les commissaires de la FIA avertissent les équipes qu'un vibreur dans le virage Copse est peut-être à l'origine de ces incidents. Derrière la voiture de sécurité, Vettel devance Rosberg, Sutil, Alonso, Räikkönen, Grosjean (sommé par son écurie de laisser passer son équipier), Ricciardo, Pérez, Webber, Button, di Resta, Hülkenberg, Gutiérrez, Hamilton, Pastor Maldonado, Vergne, Valtteri Bottas, Pic, Bianchi, Chilton, Van der Garde et Massa,,.
La course est relancée au vingt-deuxième tour : Vettel s'élance parfaitement et son coéquipier Webber ravit rapidement la huitième place à Pérez. Hülkenberg change ses pneus au vingt-cinquième tour, Räikkönen au vingt-neuvième, Alonso et Grosjean au tour suivant, Webber au trente-et-unième ; Ricciardo, Button, Sutil, Pérez, di Resta, Rosberg, Vettel, Hamilton et Massa passent tous au stand avant le trente-cinquième tour ; Vergne abandonne, sa monoplace ayant trop souffert dans l'explosion de son pneu,,.
Au trente-septième tour, Vettel a deux secondes et demie d'avance sur Rosberg, 12 s sur Räikkönen, 13 s sur Webber, 15 s sur Alonso et 20 s sur Sutil ; suivent Ricciardo, Pérez, Grosjean, Button, Maldonado et di Resta. Dans le quarante-deuxième tour, Sebastian Vettel est contraint à l'abandon à cause d'un blocage de sa boîte de vitesses ; il immobilise sa monoplace dans la ligne droite des stands et la voiture de sécurité prend immédiatement la piste pour permettre aux commissaires de dégager la Red Bull. Fernando Alonso réalise une mauvaise opération en rentrant au stand changer de pneus juste avant la sortie de la voiture de sécurité. Dès le tour suivant, alors que la course est neutralisée, Rosberg, Webber, Grosjean, di Resta et Massa, au contraire, profitent de la présence en piste de la voiture de sécurité pour changer leurs pneumatiques,,.
Derrière la voiture de sécurité, Rosberg précède Räikkönen, Sutil, Ricciardo, Webber, Pérez, Button, Alonso, Hamilton, Grosjean, Massa, Maldonado, Hülkenberg, di Resta, Pic, Bottas, Bianchi, Gutiérrez, Chilton et Van Der Garde. La course est relancée dans le quarante-sixième tour mais quelques minutes plus tard, alors qu'il est sur le point d'être dépassé par Alonso, Pérez crève lui aussi violemment à l'arrière gauche et ne peut que rejoindre son stand pour abandonner. Webber, Alonso et Hamilton, grâce à leurs pneus neufs, remontent très rapidement dans le classement : au quarante-huitième tour, Webber est deuxième, Alonso quatrième et Hamilton cinquième dans le sillage de la Ferrari. À trois tours du but, Rosberg n'a plus que deux secondes d'avance sur Webber et Alonso dépasse Räikkönen, en difficulté avec ses pneus usés, pour le gain de la troisième place ; peu après, Hamilton le passe à son tour,,.
Nico Rosberg remporte la course sur le fil, devant Webber et Alonso ; suivent pour les points Hamilton, Räikkönen, Massa, Sutil, Ricciardo, di Resta et Hülkenberg. Kimi Raikkonen marque des points pour la vingt-cinquième fois consécutive et bat le précédent record de Michael Schumacher,,.

### Classement de la course
| Pos. | no | Pilote              | Écurie               | Tours | Temps/Abandon                      | Grille | Points |
| ---- | -- | ------------------- | -------------------- | ----- | ---------------------------------- | ------ | ------ |
| 1    | 9  | Nico Rosberg        | Mercedes             | 52    | 1 h 32 min 59 s 456 (197,566 km/h) | 2      | 25     |
| 2    | 2  | Mark Webber         | Red Bull-Renault     | 52    | + 0 s 765                          | 4      | 18     |
| 3    | 3  | Fernando Alonso     | Ferrari              | 52    | + 7 s 124                          | 9      | 15     |
| 4    | 10 | Lewis Hamilton      | Mercedes             | 52    | + 7 s 756                          | 1      | 12     |
| 5    | 7  | Kimi Räikkönen      | Lotus-Renault        | 52    | + 11 s 257                         | 8      | 10     |
| 6    | 4  | Felipe Massa        | Ferrari              | 52    | + 14 s 573                         | 11     | 8      |
| 7    | 15 | Adrian Sutil        | Force India-Mercedes | 52    | + 16 s 335                         | 6      | 6      |
| 8    | 19 | Daniel Ricciardo    | Toro Rosso-Ferrari   | 52    | + 16 s 543                         | 5      | 4      |
| 9    | 14 | Paul di Resta       | Force India-Mercedes | 52    | + 17 s 943                         | 21     | 2      |
| 10   | 11 | Nico Hülkenberg     | Sauber-Ferrari       | 52    | + 19 s 709                         | 14     | 1      |
| 11   | 16 | Pastor Maldonado    | Williams-Renault     | 52    | + 21 s 135                         | 15     |        |
| 12   | 17 | Valtteri Bottas     | Williams-Renault     | 52    | + 25 s 094                         | 16     |        |
| 13   | 5  | Jenson Button       | McLaren-Mercedes     | 52    | + 25 s 969                         | 10     |        |
| 14   | 12 | Esteban Gutiérrez   | Sauber-Ferrari       | 52    | + 26 s 285                         | 17     |        |
| 15   | 20 | Charles Pic         | Caterham-Renault     | 52    | + 31 s 613                         | 18     |        |
| 16   | 22 | Jules Bianchi       | Marussia-Cosworth    | 52    | + 36 s 097                         | 19     |        |
| 17   | 22 | Max Chilton         | Marussia-Cosworth    | 52    | + 1 min 07 s 660                   | 20     |        |
| 18   | 21 | Giedo van der Garde | Caterham-Renault     | 52    | + 1 min 07 s 759                   | 22     |        |
| 19   | 8  | Romain Grosjean     | Lotus-Renault        | 51    | Aileron arrière                    | 7      |        |
| 20   | 6  | Sergio Pérez        | McLaren-Mercedes     | 46    | Déchapage                          | 13     |        |
| Abd. | 1  | Sebastian Vettel    | Red Bull-Renault     | 41    | Boîte de vitesses                  | 3      |        |
| Abd. | 18 | Jean-Éric Vergne    | Toro Rosso-Ferrari   | 35    | Déchapage                          | 12     |        |

### Pole position et record du tour
- Pole position :  Lewis Hamilton (Mercedes Grand Prix) en 1 min 29 s 607 (236,673 km/h)[31].
- Meilleur tour en course :  Mark Webber (Red Bull-Renault) en 1 min 33 s 401 (227,060 km/h) au cinquante-deuxième tour[32].

### Tours en tête
- Lewis Hamilton : 7 tours (1-7)[33]
- Sebastian Vettel : 33 tours (8-40)
- Nico Rosberg : 12 tours (41-52)

## Classements généraux à l'issue de la course
| Pos. | Pilote           | Écurie               | Points |
| ---- | ---------------- | -------------------- | ------ |
| 1    | Sebastian Vettel | Red Bull-Renault     | 132    |
| 2    | Fernando Alonso  | Ferrari              | 111    |
| 3    | Kimi Räikkönen   | Lotus-Renault        | 98     |
| 4    | Lewis Hamilton   | Mercedes             | 89     |
| 5    | Mark Webber      | Red Bull-Renault     | 87     |
| 6    | Nico Rosberg     | Mercedes             | 82     |
| 7    | Felipe Massa     | Ferrari              | 57     |
| 8    | Paul di Resta    | Force India-Mercedes | 36     |
| 9    | Romain Grosjean  | Lotus-Renault        | 26     |
| 10   | Jenson Button    | McLaren-Mercedes     | 25     |
| 11   | Adrian Sutil     | Force India-Mercedes | 23     |
| 12   | Jean-Éric Vergne | Toro Rosso-Ferrari   | 13     |
| 13   | Sergio Pérez     | McLaren-Mercedes     | 12     |
| 14   | Daniel Ricciardo | Toro Rosso-Ferrari   | 11     |
| 15   | Nico Hülkenberg  | Sauber-Ferrari       | 6      |

| Pos. | Écurie               | Points |
| ---- | -------------------- | ------ |
| 1    | Red Bull-Renault     | 219    |
| 2    | Mercedes             | 171    |
| 3    | Ferrari              | 168    |
| 4    | Lotus-Renault        | 124    |
| 5    | Force India-Mercedes | 59     |
| 6    | McLaren-Mercedes     | 37     |
| 7    | Toro Rosso-Ferrari   | 24     |
| 8    | Sauber-Ferrari       | 6      |

## Statistiques
Le Grand Prix de Grande-Bretagne 2013 représente :
- la 28e pole position de sa carrière pour Lewis Hamilton[36] ;
- la 3e victoire de sa carrière pour Nico Rosberg[37] ;
- la 12e victoire pour Mercedes en tant que constructeur[38] ;
- la 98e victoire pour Mercedes en tant que motoriste[39].

Au cours de ce Grand Prix :
- Kimi Räikkönen, avec 25 courses consécutives terminées dans les points (série entamée à Bahreïn en 2012), bat le record de Michael Schumacher[40] ;
- Lewis Hamilton passe la barre des 1000 points inscrits en championnat du monde (1002 points)[41] ;
- Nigel Mansell (187 départs en Grands Prix, 31 victoires, 32 pole positions, 30 meilleurs tours, 59 podiums, 482 points inscrits et champion du monde de Formule 1 en 1992 avec Williams) est nommé assistant des commissaires de course.